# Borulach
Der Borulach (russisch Борулах) ist ein 316 km langer linker Nebenfluss der Adytscha im Flusssystem der Jana in Sibirien (Russland, Asien). Der Fluss entspringt auf dem Janaplateau in etwa 800 m Höhe, durchfließt dieses in nördlicher und nordöstlicher Richtung und mündet schließlich in die Adytscha. Besonders im Mittel- und Unterlauf mäandriert der Borulach stark. In Mündungsnähe ist er etwa 75 m breit und 1 m tief; die Fließgeschwindigkeit beträgt 0,8 m/s.
Das Einzugsgebiet des Borulach umfasst 9.470 km2 und liegt vollständig auf dem Territorium der Republik Sacha (Jakutien). Seine wichtigsten Nebenflüsse sind Chaltyssy (Халтысы, links) und Chatyngnach (Хатынгнах, rechts).